# Campionato francese di rugby a 15 1911-1912
Il Campionato francese di rugby a 15 di prima divisione 1911-1912 fu vinto dallo Stade toulousain  che sconfisse il Racing club de France in finale.
Per la prima volta lo Stade tolousain conquista lo Scudo di Brennus, chiudendo imbattuta la stagione e guadagnandosi il soprannome di Vierge Rouge ("Vergine Rossa").

## Contesto
Il Torneo delle Cinque Nazioni 1912 fu vinto dall'Inghilterra e l'Irlanda, la Francia giunse ultima.

## Semifinali
In semifinale, il Racing superò lo Stade bordelais UC (8-4) e Lo Stade tolousain eliminò l'FC Lyon (13-5).
| marzo 1912 | Racing club de France | 8 – 4 | Stade bordelais UC |  |

| marzo 1919 | Stade toulousain | 13 – 5 | FC Lyon |  |

## Finale
| Arbitro: | Marc Giacardy |

| |            | |
| mete: Mayssonié, Jauréguy trasf.: Dutour | Marcatori  | mete: G.André 2 |
| Clovis Tavernier Jean-René Pascarel Bergé Louis Mariette Pierre Mounicq Jean-Louis Capmau Jean Falc Joseph-Humbert Servat Philippe Struxiano Alfred Mayssonnié Pierre Jauréguy André Moulines Marie-Joseph de Fozières Lucien Mourra François-Xavier Dutour | Formazioni | Pierre Guillemin Jacques Tonsèque Marcel Monniot G.Bellanger Amédée Combemale Paul Descamps Roger Lerou Henri Vives Rowland Griffiths Jequier Géo André Gaston Lane Marcel Burgun Pierre Faillot Jean Lagarrigue |